# 拉克斯珀 (科罗拉多州)
拉克斯珀（英語：Larkspur），是美国科罗拉多州道格拉斯县下属的一座城市。建市于1905年6月1日，面积大约为4.23平方英里（10.955平方公里）。根据2010年美国人口普查，该市有人口183人。2011年估计该市有人口187人，相比2010年人口增长率为2.19%。同时，论人口该市是科罗拉多州第236大城市。